# Tropfsteinhöhle Alland
Die Allander Tropfsteinhöhle liegt im 478 Meter hohen Buchberg südlich von Alland und wurde am 21. Juni 1928 als Schauhöhle eröffnet. Sie zählt seit dem 30. Juli 1949 zu den niederösterreichischen Naturdenkmälern. Der ursprüngliche Name der Höhle war Frauenhöhle und Frauenloch.

## Beschreibung
Die Höhle ist insgesamt 177 Meter lang, wovon 70 Meter als Teil des Schauhöhlenbetriebes für die Öffentlichkeit zugänglich sind. Sie weist eine Höhendifferenz von insgesamt 25 Metern auf, der Höhleneingang ist rund drei Meter hoch und 2,5 Meter breit, ihre Gänge sind bis zu 12 Meter hoch.
Sie weist unter allen Höhlen des Wienerwaldes den weitaus reichsten Tropfsteinschmuck auf: Es sind Perlsinter, Stalaktiten, Wasserschlote, Mondmilch und Laugungsnischen zu sehen.
Die Attraktion ist ein weitgehend vollständiges – nachweislich 10.000 Jahre altes – Braunbärenskelett (Ursus Arctos). Die Höhlenfauna und -flora ist internationales Forschungsobjekt.
Der Buchberg war schon zu ur- und frühgeschichtlichen Zeiten besiedelt. Ausgrabungen brachten Gegenstände aus Geweih, Knochen, Stein oder Ton zutage, vereinzelt auch solche aus Bronze und Eisen.

## Sagen
Von der Höhle gibt es mehrere Sagen, unter anderem soll sie der Wohnort von gütigen weißen und bösen schwarzen Frauen sein und von einem See im Berg. Außerdem soll eine Verbindung zur etwa drei Kilometer entfernt gelegenen Arnsteinhöhle bestehen.

## Galerie

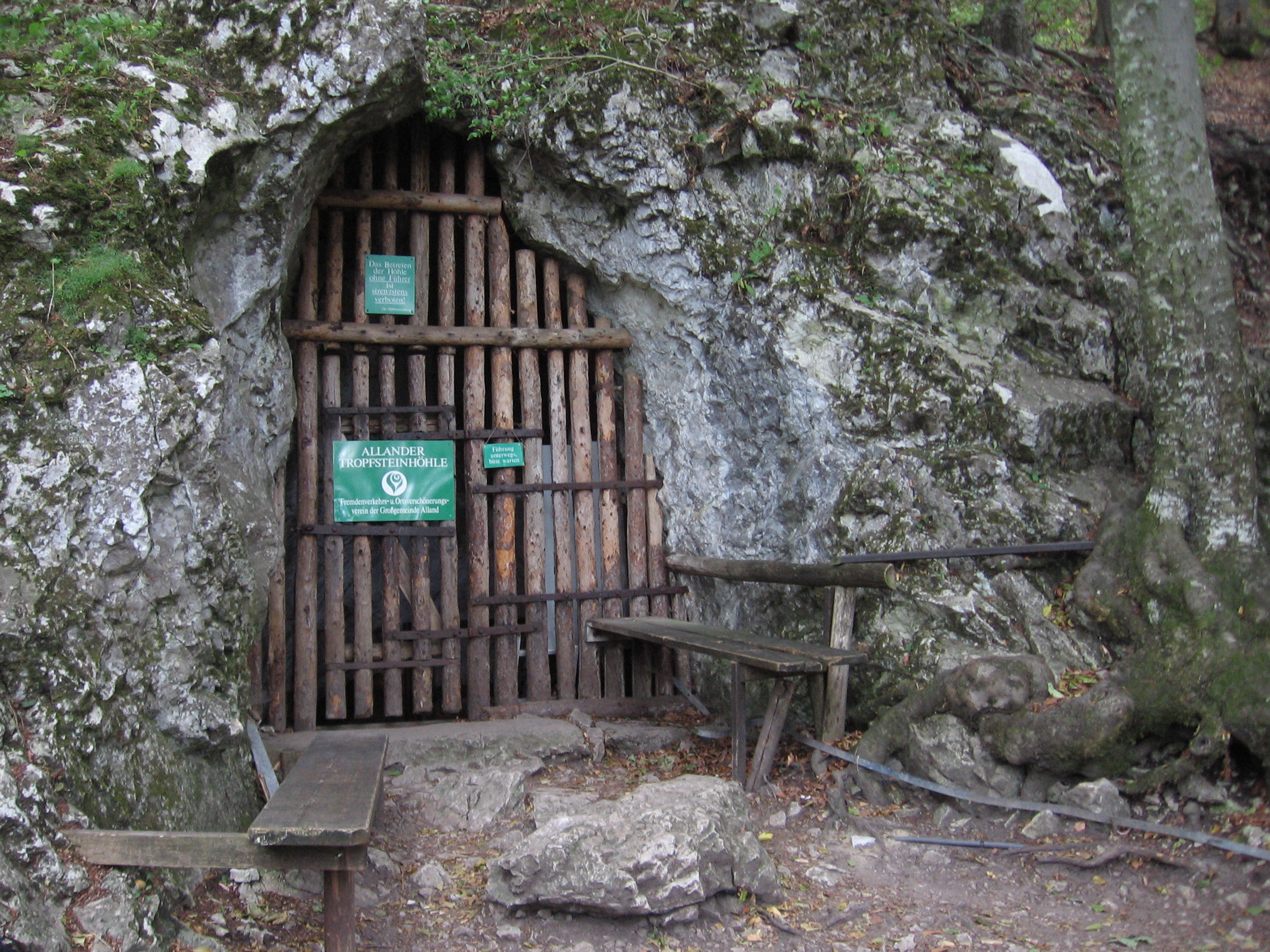
Höhleneingang
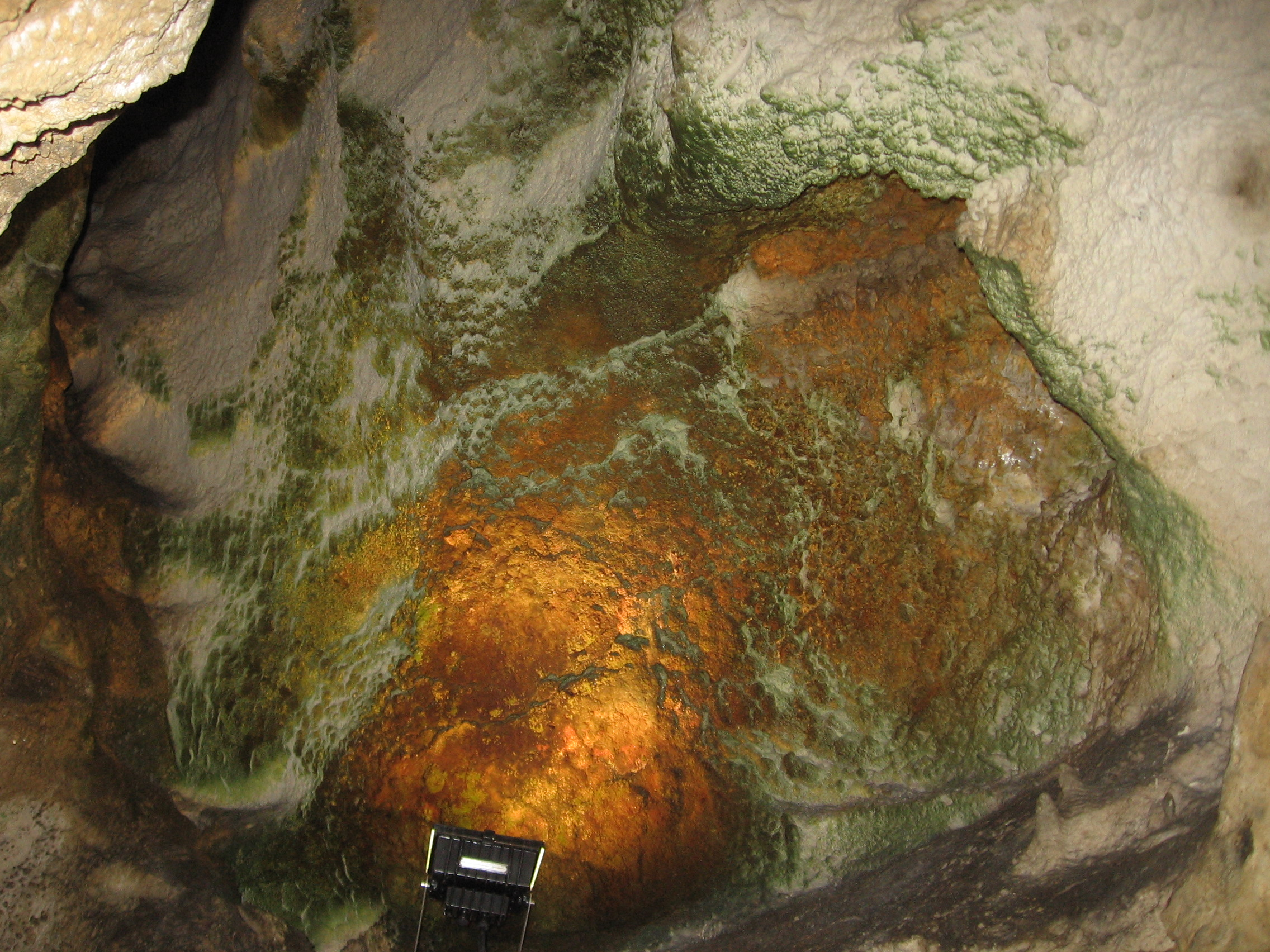
Sinterablagerungen, teilweise mit Algen überwachsen, genannt „Broccoli“
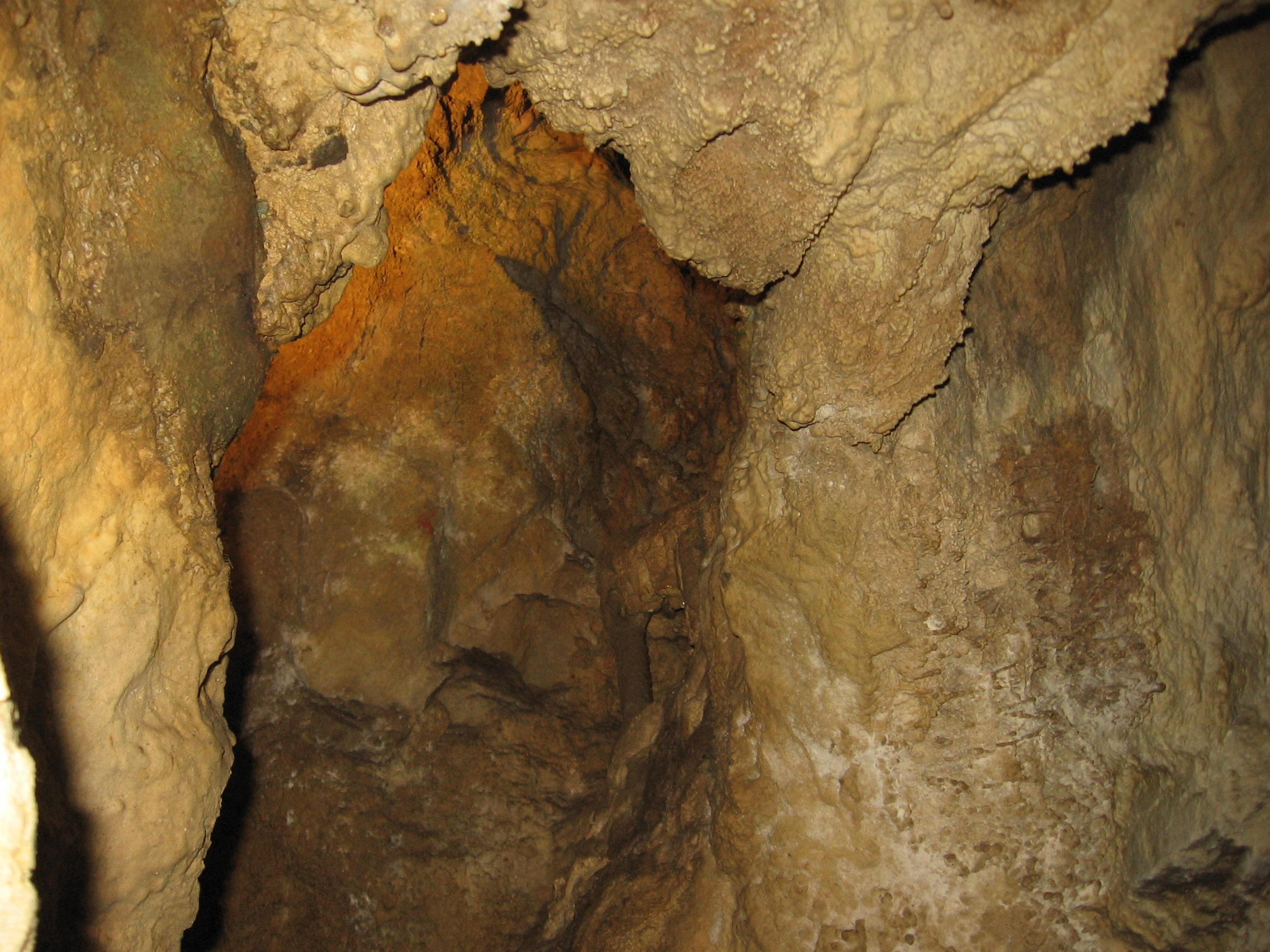
Tropfstein in Form eines Elefantenkopfes (im hinteren Teil)